# Bhuta

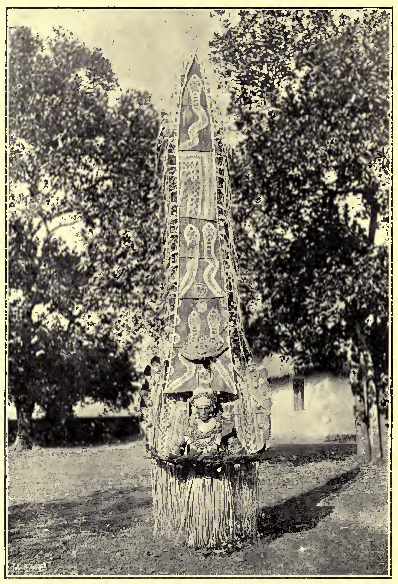
Una ballarina daiva paravar, que balla per invocar bhuta, com apareix en el volum 6 de Castes i tribus del sud de l'Índia (1909), d'Edgar Thurston (1855-1935)

En la mitologia hinduista, un bhuta és una criatura sobrenatural, en general el fantasma d'una persona morta.
L'explicació sobre com es creen els bhuta varia segons la zona de l'Índia;
solen ser éssers pertorbats i ansiosos perquè hi ha traves que impedeixen que passen a l'etapa següent, que ―depenent de la creença― és poder reencarnar-se (a la Terra, al paradís o a l'infern), deixar d'existir o entrar al nirvana.
Els bhuta són el resultat d'una mort violenta, una mort prematura o l'absència d'un ritu funerari (que el fill o filla té l'obligació de realitzar).

## Etimologia
Bhūta és un terme sànscrit que té les connotacions de 'passat' i 'ésser'.
Prové de la paraula indoeuropea * bheu o * bhu ―antiquíssim terme (del II mil·lenni ae) que es considera «una de les arrels més esteses de l'idioma indoeuropeu». Per això és semblant als seus cognats en pràcticament totes les branques de la família indoeuropea, com ara:
- irlandés (bha)
- anglés (be)
- lituà (but) i
- persa (budan).
- gal·lés (bod)
- gaèlic escocés (ba)
- rus (byt')
- sànscrit vèdic (bhu).

En
hindustànic,
panjabi,
caixmiri,
bengalí,
sindhi i altres idiomes del nord del subcontinent, el concepte de bhuta s'empra en frases fetes:
- bhut sawaar hona (‘tenir muntat damunt el fantasma d'alguna cosa’): vol dir tenir un interés obsessiu per aquesta cosa, o treballar sense parar per assolir aquest objectiu.

- bhut utarna (‘traure's de damunt un fantasma’), desfer una obsessió o adonar-se que es tenia una falsa creença que era molt volguda.[8]

- bhut lagna (‘semblar-se a un fantasma’): vol dir tenir un aspecte descurat o vestir-se de manera ridícula.

- bhut bangla (‘bungalou fantasma’), manera pejorativa de referir-se a una casa desendreçada, sense manteniment o abandonada.[9]

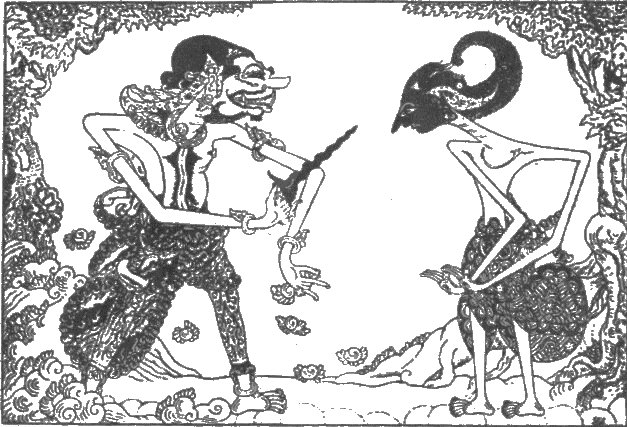
Bhuta Chakil

La paraula també ha entrat en el javanés d'Indonèsia pel sànscrit; es pronuncia [buta], i generalment es refereix a un gegant maligne o demoníac, que ocupa una casa o una cambra. També es refereix al gènere dels gegants roïns en les històries wayang kulit javaneses, com a Bhuta Cakil ('el gegant Chakil').

## Característiques dels bhuta
Els bhuta poden alterar i assumir formes d'alguns animals a voluntat, però en general es veuen en forma humana.
Sovint, però, els peus els delaten com a fantasmes, ja que apunten cap enrere.
Els bhuta eviten el contacte amb llocs considerats sagrats en moltes tradicions del subcontinent indi. Sovint suren per sobre del lloc, de manera imperceptible o a 30 cm d'altura.
Els bhuta no tenen ombra i parlen amb accent nasal.
Se solen amagar en arbres específics i prefereixen aparéixer amb roba blanca.
A voltes els bhuta ocupen cases específiques (les «bhuta bangla», és a dir ‘bungalou fantasma’), que solen ser llocs on algú va morir, o que tenen algun significat per al bhuta.
Moltes històries de fantasmes a la zona combinen aquests elements. Per exemple, poden implicar un protagonista que no pot fugir quan es troba amb un bhuta. En comptes d'això, accepta involuntàriament la companyia del bhuta (per exemple, camina al costat del fantasma mentre va per un bosc, o recull el fantasma al seu vehicle perquè li sembla que és una dona atractiva esperant de nit a la vora de la carretera). A poc a poc s'adonen que la companya està vestida completament de blanc, que té una veu curiosament nasal, i que els peus li apunten cap enrere; que ell o ella no projecta ombra a la llum de la lluna, o que camina lliscant per l'aire, sense tocar el terra.
Els supersticiosos hinduistes afirmen que als bhuta els agrada la llet i se submergeixen en un got de llet si el troben destapat. El consum de llet contaminada amb un bhuta és considerat una manera típica que un ésser humà siga posseït per un bhuta, i és un element freqüent en les històries sobre bhuta.
Una mena particular de bhuta és el d'una dona que mor durant l'embaràs o el part. Aquest bhuta es diu «chudail» en tota l'Índia, i «dakini» a Bengala i Nepal). Les chudails semblen dones, però tenen els peus girats cap enrere o tenen alguna altra característica a l'inrevés. Poden canviar de forma en qualsevol moment. Les chudails sovint atrauen els joves en els cruïlles de carreteres i als camps deserts, o similars. Si un home s'enamora d'una chudail, ella li causarà la mort i l'abandonarà, ja convertit en bhuta. En tota l'Índia, però, hi ha històries d'homes que conviuen amb una chudail, o que fins i tot s'hi casen.

## Com frustrar els bhuta

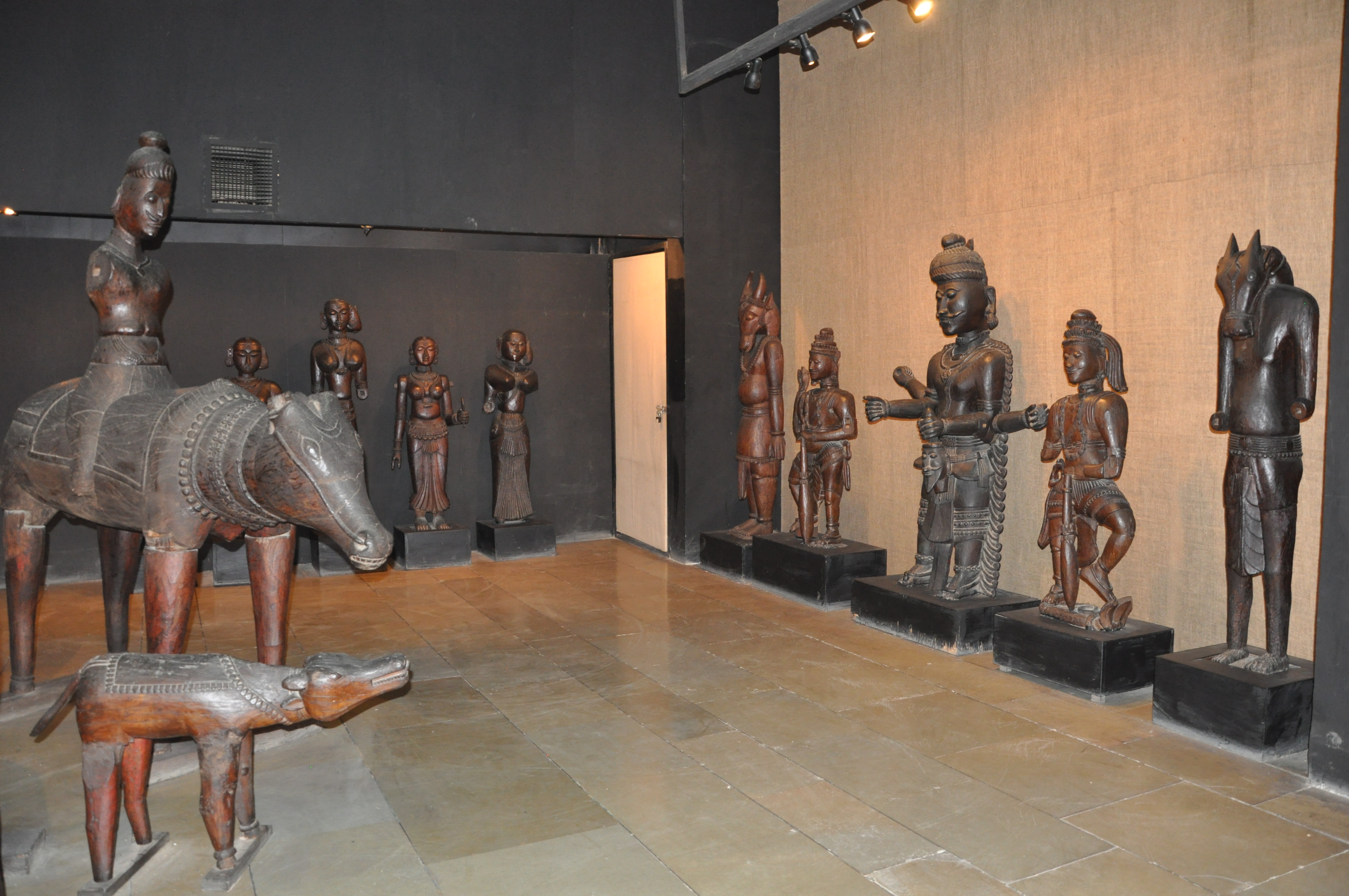
Galeria de bhuta, al Museu Nacional d'Artesanies i Tèxtils (a Nova Delhi)

Els hinduistes creuen que els bhuta li temen a l'aigua i als objectes de ferro o d'acer; per això diuen que cal mantenir a prop aquests objectes per esglaiar-los.
També diuen que l'olor de cúrcuma cremada els fa fugir.
Una superstició comuna a la resta del món afirma que invocar el nom de sants i déus també espanta els bhuta.
En algunes zones es diu que en sentir la presència d'un bhuta invisible cal esguitar-se terra al damunt.
Segons la mitologia hinduista, l'ànima no es pot destruir de cap manera. Com el bhuta és l'ànima d'una persona difunta, que està perduda o amoïnada, els exorcistes hinduistes afirmen que no es poden destruir, sinó que realitzen un ritual amb una oració de l'Atharva-veda anomenada «Atma-shanti» (‘La pau de l'ànima’), que és un ritual sraddha (‘aniversari de la mort’) modificat, que han d'efectuar les persones que se senten perseguides per un bhuta, i prometen que faran tots els possibles per assegurar que el bhuta es reencarne, o per acabar alguna obra que el bhuta ha deixat incompleta en vida. Així, el bhuta creu que aconseguirà el que desitja i deixarà de molestar els humans.
Un bhuta pot ser l'esperit d'un heroi o d'una bona persona que ha mort en circumstàncies poc desitjables. Pot convertir-se en un ésser protector i benefactor. Els hindús creuen que poden pacificar un bhuta pel culte i l'ofrena d'aliments, foc, encens, en el que s'anomena «bhuta aradhana» ('adoració d'un fantasma').